# Risoluzione 1661 dell'Assemblea generale delle Nazioni Unite
La risoluzione 1661 dell'Assemblea generale delle Nazioni Unite è stata adottata il 28 novembre 1961 in seguito a riunioni italo-austriache nel 1961 riguardanti la questione altoatesina e scaturite dall'approvazione della risoluzione 1497 dell'Assemblea generale. Riunioni che non producono però risultati sostanziali. L’Italia si era dichiarata disponibile a una migliore applicazione dello Statuto di autonomia in vigore ma opponendosi a modificare le disposizioni statutarie. L’Austria allora si rivolse nuovamente all’ONU.
La risoluzione risultò derivante dalla proposta A/SPC/L77/Rev. 1 & Add. 1 (da parte di Argentina, Cile, Cipro, Emirati Arabi, Grecia, Guatemala, India, Indonesia, Irlanda, Yemen, Panama, Peru, Svezia e Uruguay).
Nel 1969, dopo anni di trattative, verrà approvato il Pacchetto per l'Alto Adige e nel 1972 entrerà in vigore una sostanziale riforma dello Statuto speciale regionale.

## Testo
Traduzione dal testo originario:
richiamando la propria risoluzione 1497 (XV) del 31 ottobre 1960
prendendo nota con soddisfazione delle trattative in corso tra le due parti interessate,
constatando al contempo che la controversia non è ancora risolta,
invita le due parti a proseguire i loro sforzi al fine di conseguire una soluzione in conformità ai paragrafi 1, 2 e 3 della risoluzione summenzionata.»
(Risoluzione 1661 dell'Assemblea generale delle Nazioni Unite)